# 366e régiment d'infanterie (France)
Le 366e régiment d'infanterie (366e RI) est un régiment d'infanterie de l'Armée de terre française constitué en 1914 avec les bataillons de réserve du 166e régiment d'infanterie.
À la mobilisation, chaque régiment d'active créé un régiment de réserve dont le numéro est le sien plus 200.

## Création et différentes dénominations
- Août 1914: 366e Régiment d'Infanterie

## Historique des garnisons, combats et batailles du366eRI

### Première Guerre mondiale

#### Affectations
- 72e division d'infanterie d'août 1914 à juillet 1915
- 132e division d'infanterie de juillet 1915 à novembre 1918

#### 1918
Le 14 juillet, le lieutenant Balestier, le sous-lieutenant René Beille, le sergent Darnand, le sergent Lejeune, les caporaux Boquet et Gourmelon et le seconde classe Aumasson attaquent un abri allemand. Les Allemands leur apprennent que la Bataille de Champagne est prévue pour le lendemain,.

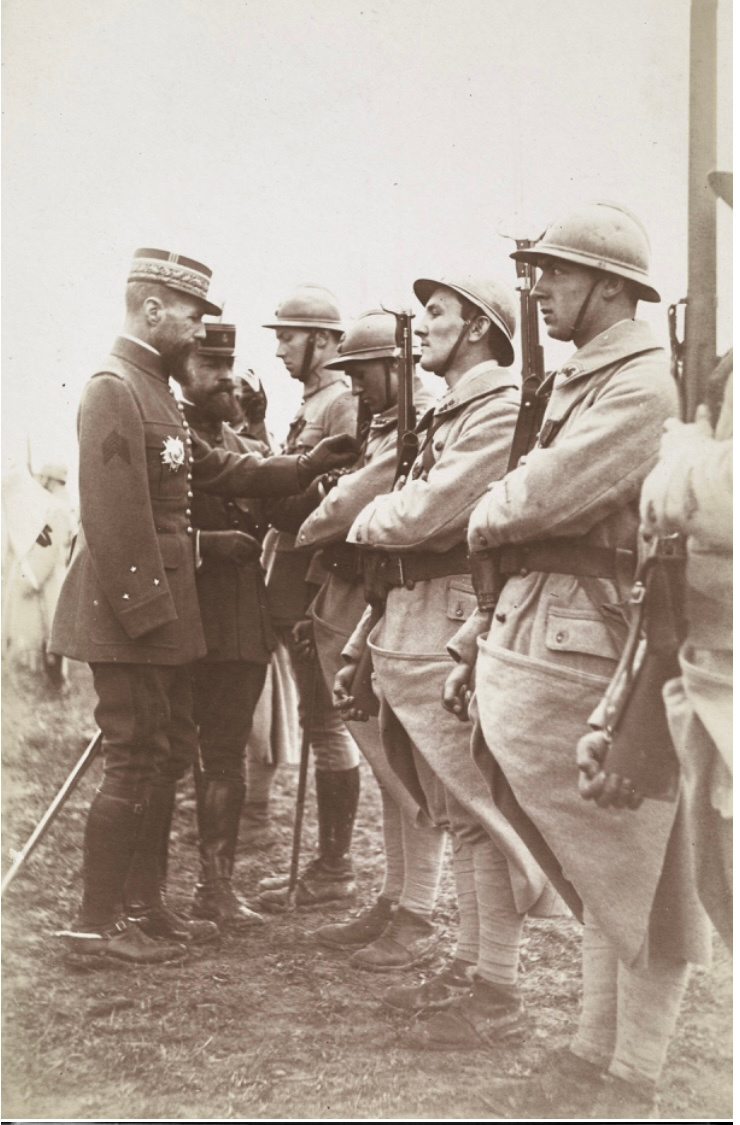

## Drapeau

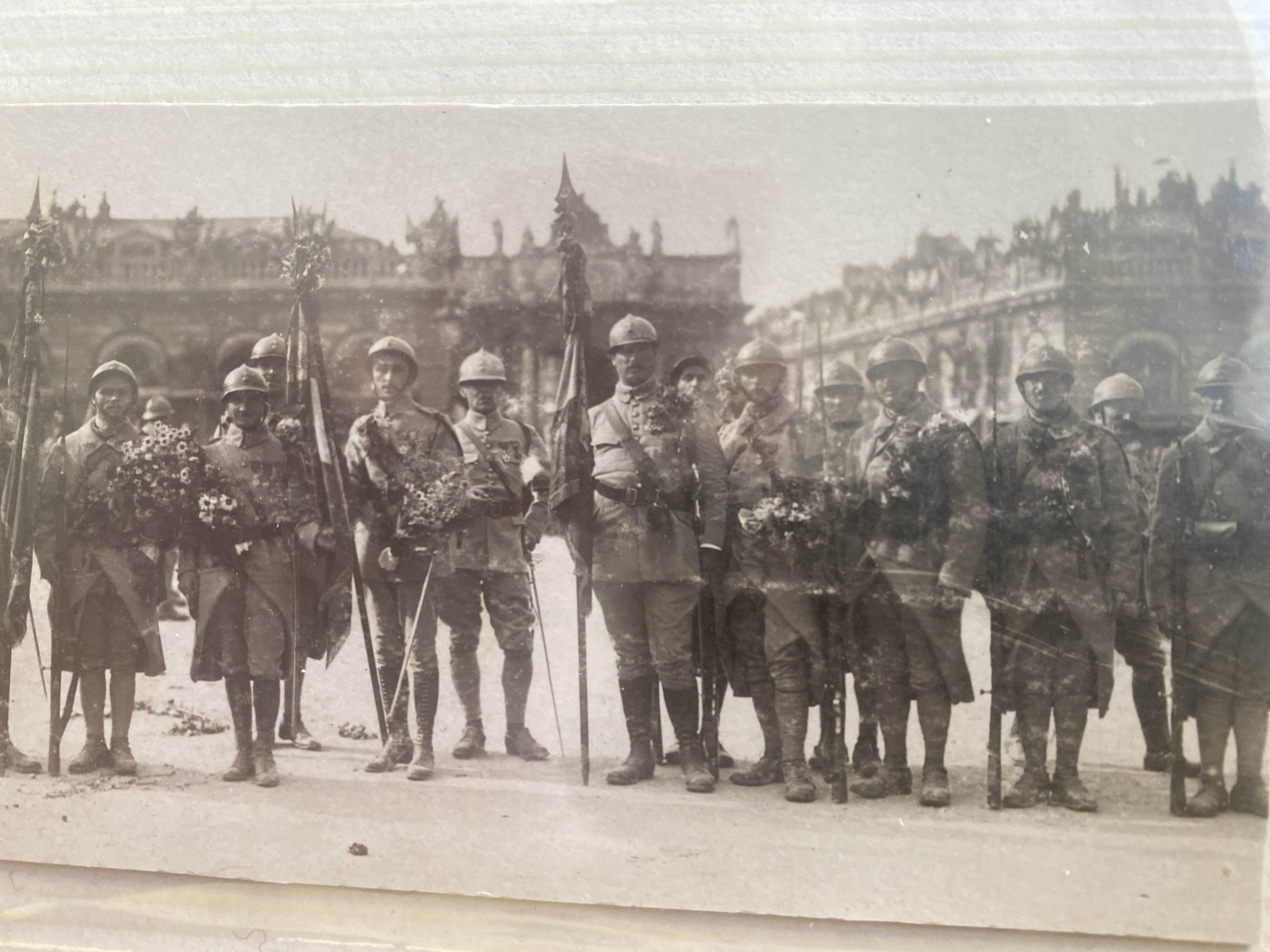

Il porte, cousues en lettres d'or dans ses plis, les inscriptions suivantes :
- Verdun 1914-1917
- Les Éparges 1916
- Champagne 1918